# Opisthopatus cinctipes
Opisthopatus cinctipes är en klomaskart som beskrevs av William Frederick Purcell 1899. Opisthopatus cinctipes ingår i släktet Opisthopatus och familjen Peripatopsidae. Inga underarter finns listade i Catalogue of Life.